# Faisal bin Farhan Al-Saud
Princ Faisal bin Farhan bin Abdullah bin Faisal bin Farhan Al Saud (arabsko: فيصل بن فرحان آل سعود), savdski politik, diplomat in princ, * 1. november 1974, Frankfurt, Nemčija
Je aktualni minister za zunanje zadeve Savdske Arabije. Rodil se je v nemškem mestu Frankfurt ob Majni in v Nemčiji preživel tudi del otroštva in mladosti, zato, po poročanju nemških medijev, govori tekoče nemško.